# Ladakh Range
De Ladakh Range (Engels: range = bergketen) is een bergketen in de Trans-Himalaya, het droge bergachtige gebied ten noorden van de Grote Himalaya. De Ladakh Range ligt voor het grootste deel in het Indiase unieterritorium Ladakh. De noordwestelijke uitlopers liggen aan de Pakistaanse zijde van de Line of Control, de bestandslijn tussen beide landen. De keten wordt in het noordoosten van de Karakoram gescheiden door de Nubravallei en in het zuidwesten van de Zanskar Range door het dal van de Indus. De zomerhoofdstad van Ladakh, Leh, ligt aan de voet van de Ladakh Range (nog altijd 3500 m boven zeeniveau).
De Ladakh Range is, van de samenkomst van de Indus en de Shyok tot de Tibetaanse grens in het zuidoosten, ongeveer 350 km lang en gemiddeld ongeveer 40 km breed. Ze vormt een continue verheffing met weinig variatie in de hoogte van de kam: de toppen liggen allemaal rond de 6000 m hoogte en de zadels rond de 5500 m. Ondanks de grote hoogte ligt de sneeuwgrens pas rond de 5800 m, een gevolg van het extreem droge klimaat. Vanwege de geringe sneeuwval liggen er ook geen gletsjers in de Ladakh Range die langer zijn dan 5 km.
De bevolkingscentra in het gebied liggen in de dalen aan weerszijden van de bergketen. De bewoners zijn Ladakhi's, een overwegend tot het Tibetaans boeddhisme horende groep, nauw verwant aan de Tibetanen. De Ladakh Range is vrijwel onbewoond, op nomaden van de Changpa na, die van de extensieve veeteelt (jaks, schapen) leven.
Omdat de strategische Nubravallei binnen de Indiase grenzen alleen over de Ladakh Range bereikbaar is, onderhoudt de Indiase Border Roads Organisation een voor gemotoriseerd verkeer begaanbare weg over de Khardung La (5359 m). Een tweede weg, over de Wari La (ongeveer 5300 m) verder naar het oosten, was in 2010 nog in aanleg.